# オドソンヌ・エドゥアール
オドソンヌ・エドゥアール（フランス語: Odsonne Édouard、1998年1月16日 - ）は、フランス領ギアナ出身のサッカー選手。クリスタル・パレスFC所属。ポジションはFW。

## クラブ経歴

### パリ・サンジェルマン
2011年にAFボビニーからパリ・サンジェルマンFCのアカデミーに加入。2013-14シーズンにU-17チームで得点王となった。U-19チームではUEFAユースリーグに出場。この2年間で60得点以上を獲得した彼には「ロケット」、「魔術師オドソンヌ」等のニックネームがついた。
2015-16シーズンにはU-19チームに所属する傍ら、フランスアマチュア選手権に参戦しているBチームでも出場した。2016年1月には同アカデミーの最優秀選手に与えられ、キングスレイ・コマンやジャン＝ケビン・オーギュスタン等が受章したチッチ・ドールに選出された。ユースリーグでは決勝でチェルシーFCに敗れたが、この大会で3得点3アシストという結果を残した。
2016年4月27日にプロ契約を締結。2016-17シーズンのプレシーズンにはトップチームに帯同しインターナショナル・チャンピオンズ・カップ 2016に出場。最終戦のレスター・シティFC戦で79分に投入されトップチームデビューを果たした。なおクラブは同大会を優勝した。

### トゥールーズ
2016年8月8日にトゥールーズFCに期限付き移籍で加入。14日のオリンピック・マルセイユ戦で74分にイシアガ・シラに代えて投入されプロデビュー。11月19日のFCメス戦で初得点。
2017年3月30日に、2月11日にエアソフトガンで自動車内から通行人を撃ち頭に怪我を負わせた事件に関与した疑いがあるとして出場停止処分を下された。この結果、警察に捜査された他、トゥールーズへのレンタルも打ち切られた。トゥールーズでは17試合に出場し1得点。なお事件の方は、後にチームメイトのマテュー・カファロが通行人を撃ったと告白した。しかしその後カファーロはこれを撤回、6月13日にトゥールーズの検察は事件への関与でエドゥアールを禁錮4ヶ月及び6000ユーロの罰金に処した。なおエドゥアールは一貫してカファロが撃ったと主張している。7月4日に上記の判決及び被害者の治療費である2600ユーロの支払いをトゥールーズの裁判所から命じられた。なおエドゥアール側は控訴した。

### セルティック
2017年8月31日に1シーズンの期限付き移籍でセルティックFCに加入。9月8日にハミルトン・アカデミカルFC戦で初出場初得点、試合も4-1で勝利した。12月2日のマザーウェルFC戦でプロ初ハットトリック。3日後にはUEFAチャンピオンズリーグ 2017-18 グループリーグのRSCアンデルレヒト戦にムサ・デンベレに代わって出場し、UEFAチャンピオンズリーグ初出場。このシーズン29試合に出場し、クラブのトレブルに貢献した。
2018年6月15日に4年契約でセルティックに完全移籍、クラブ史上最高額での調印となった。翌月にはゴールデンボーイ賞候補100人のリスト入りを果たし、スコットランドからは彼一人の選出であった。UEFAチャンピオンズリーグ 2018-19 予選のアラシュケルトFC戦で同シーズンは初出場初得点。続く2次予選でもローゼンボリBKから2得点を奪い、ブレンダン・ロジャーズ監督に「トップストライカー」と言わしめた。

### クリスタル・パレス
2021年8月31日、4年契約でクリスタル・パレスFCに移籍。ザ・サンによれば移籍金は1850万ポンドで、週給7万ポンドを受け取ると推定されている。4節のトッテナム・ホットスパーFC戦で84分より途中出場しデビューを飾ると、その28秒後に初得点を挙げ、デビューからのプレミアリーグ最速得点を記録した。さらに、後半アディショナルタイムにも得点を挙げ鮮烈なデビューを飾った。

### レスター・シティ
2024年8月30日、レスター・シティFCに期限付き移籍。リーグ第5節のエヴァートン戦に途中出場しクラブデビューを果たした。

## 代表歴
年代別代表ではフランス代表として出場。U-17代表ではUEFA U-17欧州選手権2015で活躍し優勝に貢献、同大会の最優秀選手及び得点王に輝き、フランス代表自体も5試合で15得点2失点、そのうち8得点を彼が獲得するという記録を打ち立てた。なお彼はこの大会、決勝のドイツ戦でハットトリックを達成した。

## タイトル

### クラブ
セルティック
- スコティッシュ・プレミアシップ: 2017-18[28]、2018–19[42]、2019–20[43]
- スコティッシュカップ: 2018–19[44]
- スコティッシュリーグカップ: 2018–19[45]、2019–20[46]

### 代表
U-17フランス代表
- UEFA U-17欧州選手権: 2015[41]

### 個人
- UEFA U-17欧州選手権最優秀選手: 2015[37]
- UEFA U-17欧州選手権得点王: 2015[38]
- UEFA U-17欧州選手権ベストイレブン: 2015[39]
- チッチ・ドール: 2015[6]
- スコティッシュ・プレミアシップ得点王: 2019-20
- スコットランド・サッカー記者協会年間最優秀選手賞: 2019-20